# Oost-Elbië
Met de term Oost-Elbië (Duits: Ostelbien) werden in de tijd voor de Tweede Wereldoorlog de Duitse gebieden ten oosten van de rivier de Elbe aangeduid. Het ging hierbij voornamelijk om Pruisische gebieden, maar ook om de hertogdommen Mecklenburg-Schwerin en Mecklenburg-Strelitz. Bij het begrip Oost-Elbië ging het niet om een geografische afbakening, maar meer om een aanduiding van de maatschappelijke verhoudingen in het oosten van Duitsland. Kenmerkend voor deze regio was de nadruk op de landbouw, het grootgrondbezit, het lutherse protestantisme en het politieke conservatisme van de bevolking, althans de bezittende klasse en de plattelandsbevolking. Berlijn werd als grote stad niet tot Oost-Elbië gerekend en was eerder een toevluchtsoord voor wie aan de beperkende omstandigheden wilde ontkomen. Dat gold ook voor andere grotere steden als Breslau, Stettin, Danzig en Koningsbergen.
De grootgrondbezitters van deze regio behoorden tot de junkerklasse en drukten hun stempel op het dagelijks leven in dit gebied. Zij oefenden ook openbare ambten uit. In het gebied waren meer dan 10.000 Gutsbezirke, die een groot deel van het gebied besloegen en waar de boerenbevolking en de kleine dorpjes en stadjes die in dit gebied lagen, tot ongeveer 1850 nog op middeleeuwse wijze feodaal bestuurd werden. Zij waren verplicht tot herendiensten en werden in hun bezitsrechten en mobiliteit beperkt. Aan deze toestand kwam pas in de jaren erna grotendeels, en rond de jaren twintig definitief een einde. De helft van het als Oost-Elbië aangeduide gebied werd in 1945 door Polen geannexeerd, en een klein deel door de Sovjet-Unie. Circa 9 miljoen bewoners moesten dit gebied toen verlaten, zie Verdrijving van Duitsers na de Tweede Wereldoorlog.
In het gebied dat als Duitse Democratische Republiek Duits bleef, werden de grootgrondbezitters onteigend, waarna hun land aan boerencoöperaties toegedeeld. Na 1990 hebben een aantal voormalige bezitters hun land teruggekocht.